# Río Suspino
El río Suspino es un curso fluvial de Cantabria (España) perteneciente a la cuenca hidrográfica del río Nansa, al cual afluye. Tiene una longitud de 4,869 kilómetros, con una pendiente media de 4,1º.
En 2008 el presidente de Cantabria, Miguel Ángel Revilla, prometió construir un puente sobre el río Suspino a la altura de Casamaría, lo cual uniría a la localidad con el Principado de Asturias.